# Torrejón el Rubio
Torrejón el Rubio – gmina w Hiszpanii, w prowincji Cáceres, w Estramadurze, o powierzchni 221,88 km². W 2011 roku gmina liczyła 577 mieszkańców.